# Bassendean
Bassendean (8 777 habitants) est une localité d'Australie-Occidentale située environ à 12 km au nord-est de Perth.

## Référence
- Statistiques sur Bassendean